# British Rail 185 sorozat
A British Rail 185 sorozat egy angol dízelmotorvonat-sorozat. 2005 és 2006 között összesen 51 motorvonatot gyártott a Siemens TS. A szerelvény a Siemens Desiro családba tartozik. Mind az 51 szerelvényt a First TransPennine Express üzemelteti, 2-6 kocsis összeállításban.

## Galéria

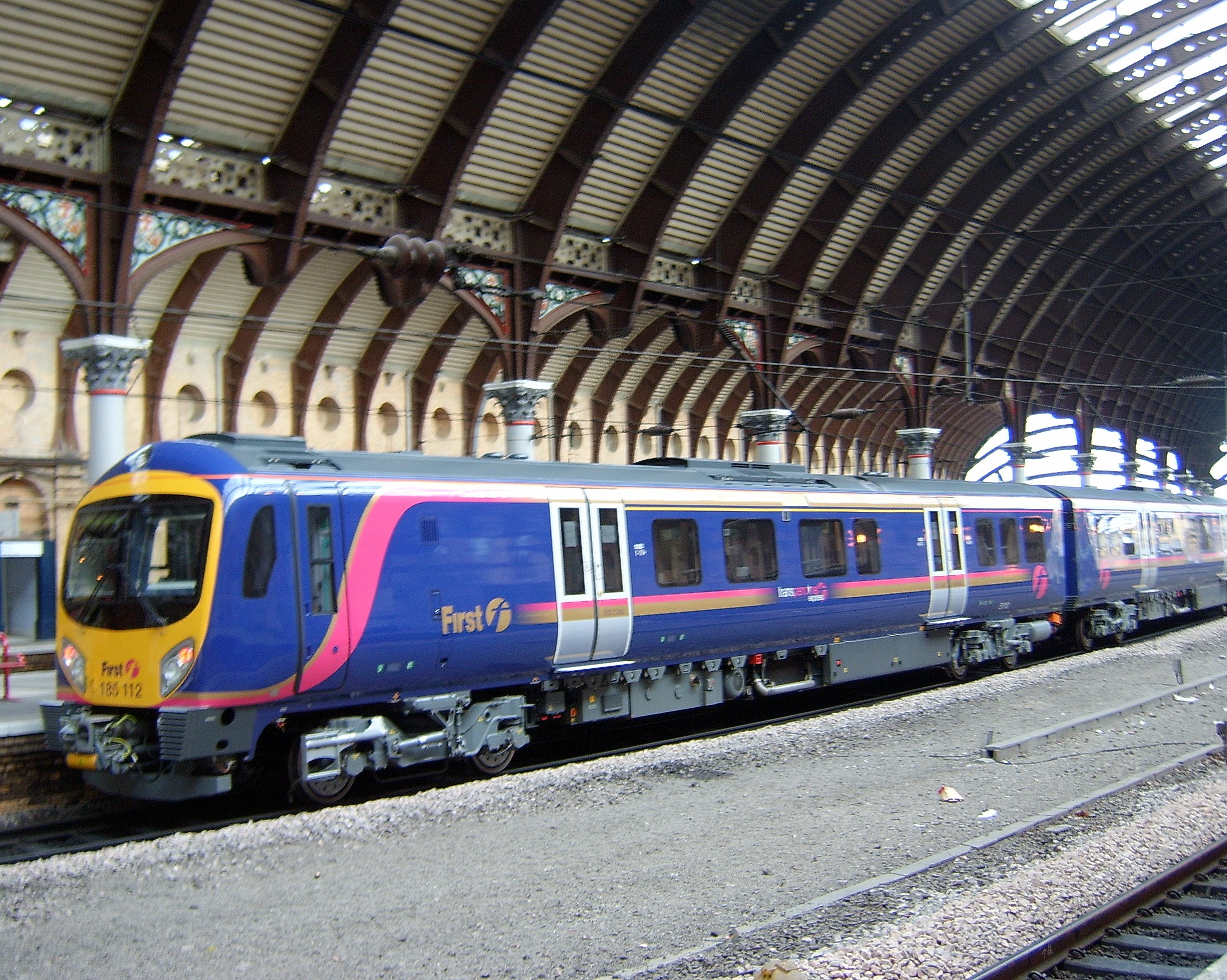
York állomáson
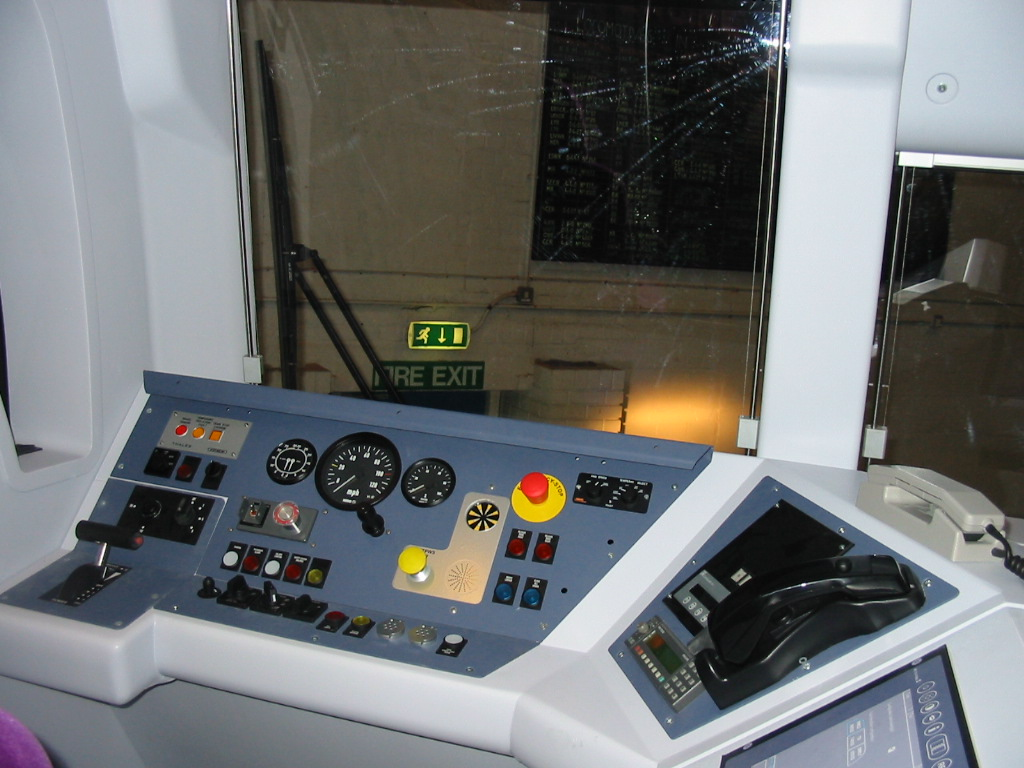
Vezetőállás
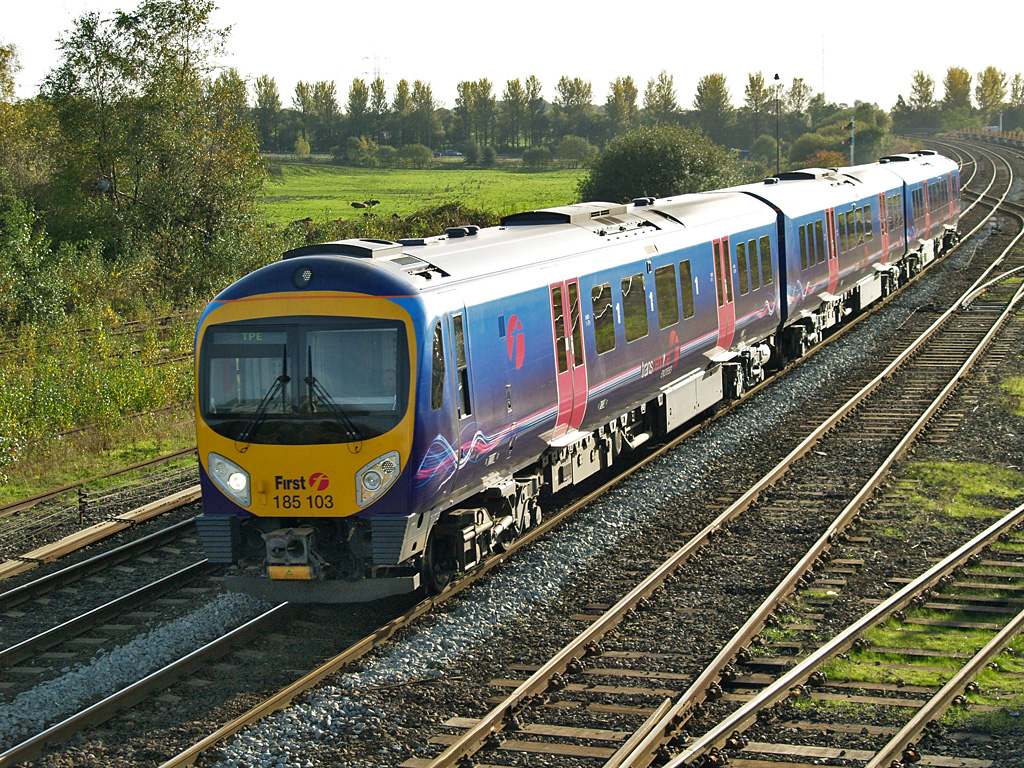
85103
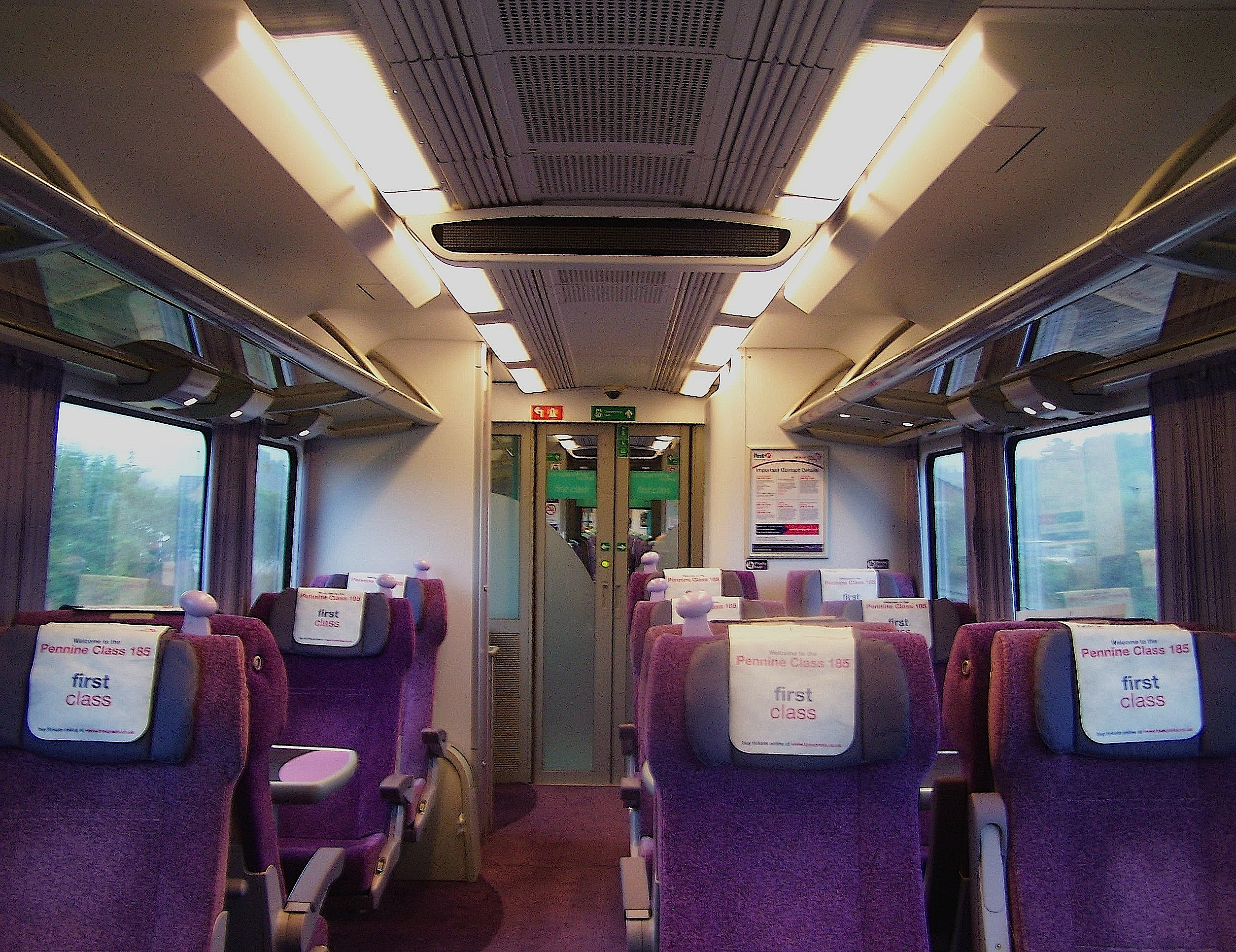
Első osztályú utastér